# Ed Guiney
Edward Michael "Ed" Guiney (Dublino, 18 febbraio 1966) è un produttore cinematografico irlandese, candidato a tre Premi Oscar al miglior film.

## Biografia
Ed Guiney è nato il 18 febbraio 1966 a Dublino. Ha iniziato a lavorare come produttore nel 1991, nel cortometraggio 3 Joes. Successivamente, ha lavorato alla produzione di film tra cui Alisa di Paddy Breathnach e Guiltrip - La colpa di Gerard Stembridge. Nel 2001 ha fondato assieme a Andrew Lowe società di produzione cinematografica e drammatica Element Pictures, con sedi a Dublino, Belfast e Londra.
Nel 2016, è stato candidato al Premio Oscar al miglior film per Room di Lenny Abrahamson. Nel 2018, ha prodotto La favorita di Yorgos Lanthimos, il quale gli ha valso la sua seconda candidatura all'Oscar. Nel 2020 ha prodotto la miniserie di Lenny Abrahamson Normal People, in qualità di produttore esecutivo.
Nel 2022 ha prodotto Il prodigio di Sebastián Lelio, con Florence Pugh. Nel 2023, ha prodotto il film Povere creature! di Yorgos Lanthimos, presentato in anteprima alla 80ª Mostra internazionale d'arte cinematografica di Venezia.

## Filmografia

### Cinema
- Alisa, regia di Paddy Breathnach (1994)
- Guiltrip - La colpa (Guiltrip), regia di Gerard Stembridge (1995)
- The Tale of Sweety Barrett, regia di Stephen Bradley (1998)
- Disco Pigs, regia di Kirsten Sheridan (2001)
- On the Edge, regia di John Carney (2001)
- Magdalene (The Magdalene Sisters), regia di Peter Mullan (2002)
- Adam & Paul, regia di Lenny Abrahamson (2004)
- The League of Gentlemen's Apocalypse, regia di Steve Bendelack (2005)
- Boy Eats Girl, regia di Stephen Bradley (2005)
- Isolation - La fattoria del terrore (Isolation), regia di Billy O'Brien (2005)
- Lassie, regia di Charles Sturridge (2005)
- Il vento che accarezza l'erba (The Wind that Shakes the Barley), regia di Ken Loach (2006)
- Death of a President, regia di Gabriel Range (2006)
- Garage, regia di Lenny Abrahamson (2007)
- L'ombra della vendetta - Five Minutes of Heaven (Five Minutes of Heaven), regia di Oliver Hirschbiegel (2009)
- Zonad, regia di John Carney e Kieran Carney (2009)
- All Good Children, regia di Alicia Duffy (2010)
- Essential Killing, regia di Jerzy Skolimowski (2010)
- Un poliziotto da happy hour (The Guard), regia di John Michael McDonagh (2011)
- This Must Be the Place, regia di Paolo Sorrentino (2011)
- Doppio gioco (Shadow Dancer), regia di James Marsh (2012)
- Cosa ha fatto Richard (What Richard Did), regia di Lenny Abrahamson (2012)
- Dark Touch, regia di Marina de Van (2013)
- Frank, regia di Lenny Abrahamson (2014)
- Jimmy's Hall - Una storia d'amore e libertà (Jimmy's Hall), regia di Ken Loach (2014)
- Glassland, regia di Gerard Barrett (2014)
- The Lobster, regia di Yorgos Lanthimos (2015)
- Room, regia di Lenny Abrahamson (2015)
- 11 minut (11 minut), regia di Jerzy Skolimowski (2015)
- A Date for Mad Mary, regia di Darren Thornton (2016)
- Il sacrificio del cervo sacro (The Killing of a Sacred Deer), regia di Yorgos Lanthimos (2017)
- Disobedience, regia di Sebastián Lelio (2017)
- La favorita (The Favourite), regia di Yorgos Lanthimos (2018)
- L'ospite (The Little Stranger), regia di Lenny Abrahamson (2018)
- Rosie, regia di Paddy Breathnach (2018)
- L'ombra della violenza (Calm with Horses), regia di Nick Rowland (2019)
- La vita che verrà - Herself (Herself), regia di Phyllida Lloyd (2020)
- The Nest - L'inganno (The Nest), regia di Sean Durkin (2020)
- The Souvenir: Part II (The Souvenir Part II), regia di Joanna Hogg (2021)
- Il prodigio (The Wonder), regia di Sebastián Lelio (2022)
- The Eternal Daughter, regia di Joanna Hogg (2022)
- Chevalier, regia di Stephen Williams (2022)
- Povere creature! (Poor Things), regia di Yorgos Lanthimos (2023)
- On Becoming a Guinea Fowl, regia di Rungano Nyoni (2024)
- Kinds of Kindness, regia di Yorgos Lanthimos (2024)
- September Says, regia di Ariane Labed (2024)
- The Watchers - Loro ti guardano (The Watchers), regia di Ishana Night Shyamalan (2024)
- Bugonia, regia di Yorgos Lanthimos (2025)

### Televisione
- Omagh, regia di Pete Travis - film TV (2004)
- Pure Mule - serie TV, episodio 1x05 (2005)
- Little White Lie, regia di Nicholas Renton - film TV (2008)
- Ripper Street - serie TV, 26 episodi (2012-2016)
- Quirke - miniserie TV, episodio 1x01 (2014)
- Red Rock - serie TV, 4 episodi (2015-2018)
- Charlie - miniserie TV, 3 episodi (2015)
- Blood - serie TV, 5 episodi (2018)
- Dublin Murders - serie TV, 8 episodi (2019)
- Normal People - miniserie, 12 episodi (2020)
- The Dry - serie TV, 8 episodi (2022)
- The Gallows Pole - serie TV, 3 episodi (2023)

### Cortometraggi
- 3 Joes, regia di Lenny Abrahamson (1991)
- Public Toilet, regia di Stephen Rennicks (1992)
- The Case of Majella McGinty, regia di Kirsten Sheridan (1999)
- Necktie, regia di Yorgos Lanthimos (2013)

## Riconoscimenti
- Premio Oscar
  - 2016 - Candidatura al miglior film per Room[10]
  - 2019 - Candidatura al miglior film per La favorita[21]
  - 2024 - Candidatura al miglior film per Povere creature!
- British Academy Film Awards
  - 2016 - Candidatura al miglior film britannico per The Lobster[22]
  - 2019 - Candidatura al miglior film per La favorita[23]
  - 2019 - Miglior film britannico per La favorita[23]
  - 2023 - Candidatura al miglior film britannico per Il prodigio[24]
  - 2024 - Candidatura al miglior film per Povere creature!
  - 2024 - Candidatura al miglior film britannico per Povere creature!
- British Academy Television Awards
  - 2005 - Miglior dramma singolo per Omagh
  - 2021 - Candidatura alla miglior miniserie per Normal People